# 四川省科学技术协会
四川省科學技術協會，簡稱四川省科協，是由四川省科学技术工作者组成的人民团体，受中國共產黨四川省委員會领导，是中国科学技术协会的地方组织。成立於1958年11月。

## 組織架構
協會内设业务处室8个：办公室、学会部、科学技术普及部、组织宣传部、企事业科协部、人事部、机关党委、离退休人员工作处。
直属事业单位12个：四川科技馆、四川省科技咨询服务中心、四川国际科技活动事务所、四川省民族科普工作队、四川省青少年科技活动中心、《科幻世界》杂志社、《四川科技报》社、四川省科普服务中心、四川科技进修学院、四川省反邪教协会办公室、四川省科协机关服务中心、四川省技术经济和管理现代化研究会办公室。

## 發展現狀
目前，四川省科技協會所属省级协会及研究会共153个。全省有市（州）科协21个、县（市、区）科协178个、企事业科协210个，乡镇、街道办事处科协3,832个、农村专业技术协会11,525个。

## 历任主席
| 姓 名  | 籍 贯      | 任 期                        | 曾任最高职务                                              | 备 注                        |
| ------ | ---------- | ---------------------------- | --------------------------------------------------------- | ---------------------------- |
| 劉承釗 | 山東泰安市 | 第一届（1958年当选）         | 第一、二、三届全国人民代表大会代表                        | 動物学家、中国科学院院士     |
| 谢立惠 | 安徽无为县 | 第二、三届（1978年－1986年） | 第一、二、三届全国人民代表大会代表 第六、七届全国政协常委 | 電子學家                     |
| 康振黄 | 山西五台縣 | 第四、五届（1986年－1996年） | 四川省副省長 中国民主同盟中央委员会副主席                 | 流体力学家                   |
| 刘宝珺 | 天津       | 第六届（1996年－2002年）     | 第九届全国政协委员                                        | 地质学家、中科院院士         |
| 卢铁城 | 江蘇靖江市 | 第七届（2002年－2007年）     | 中国驻美国纽约总领事馆教育参赞                            | 物理学家                     |
| 谢和平 | 湖南雙峰縣 | 第八届（2007年－2019年）     | 第十七届全国人民代表大會代表                              | 力学家、中国工程院院士       |
| 李言荣 | 四川射洪县 | 第九届（2019年－）           | 第十三届全国政协委员                                      | 电子材料学家、中国工程院院士 |